# Science Commons
Science Commons va ser un projecte de Creative Commons que va iniciar-se a començaments del 2005 i va finalitzar el 2009 liderat per John Wilbanks. El seu objectiu principal va ser traslladar la filosofia del projecte mare al camp de la recerca científica
Es va partir de la crítica feta per molts científics que han assenyalat que avui en dia, malgrat els grans avenços tecnològics que podrien permetre un accés i un processament distribuït de les dades a escala mundial, les restriccions legals vigents posen traves a l'avanç de la ciència.
El projecte se centra actualment en tres camps d'actuació:
- Publicació: Es promociona la publicació d'accés obert
- Llicenciament: Es treballa per l'estandardització i llicenciament de materials de tal forma que es pugui ajudar a la transferència del coneixement científic a la societat
- Dades: Se cerca facilitar l'accés i intercanvi de dades en la mateixa comunitat científica